# Inodoro

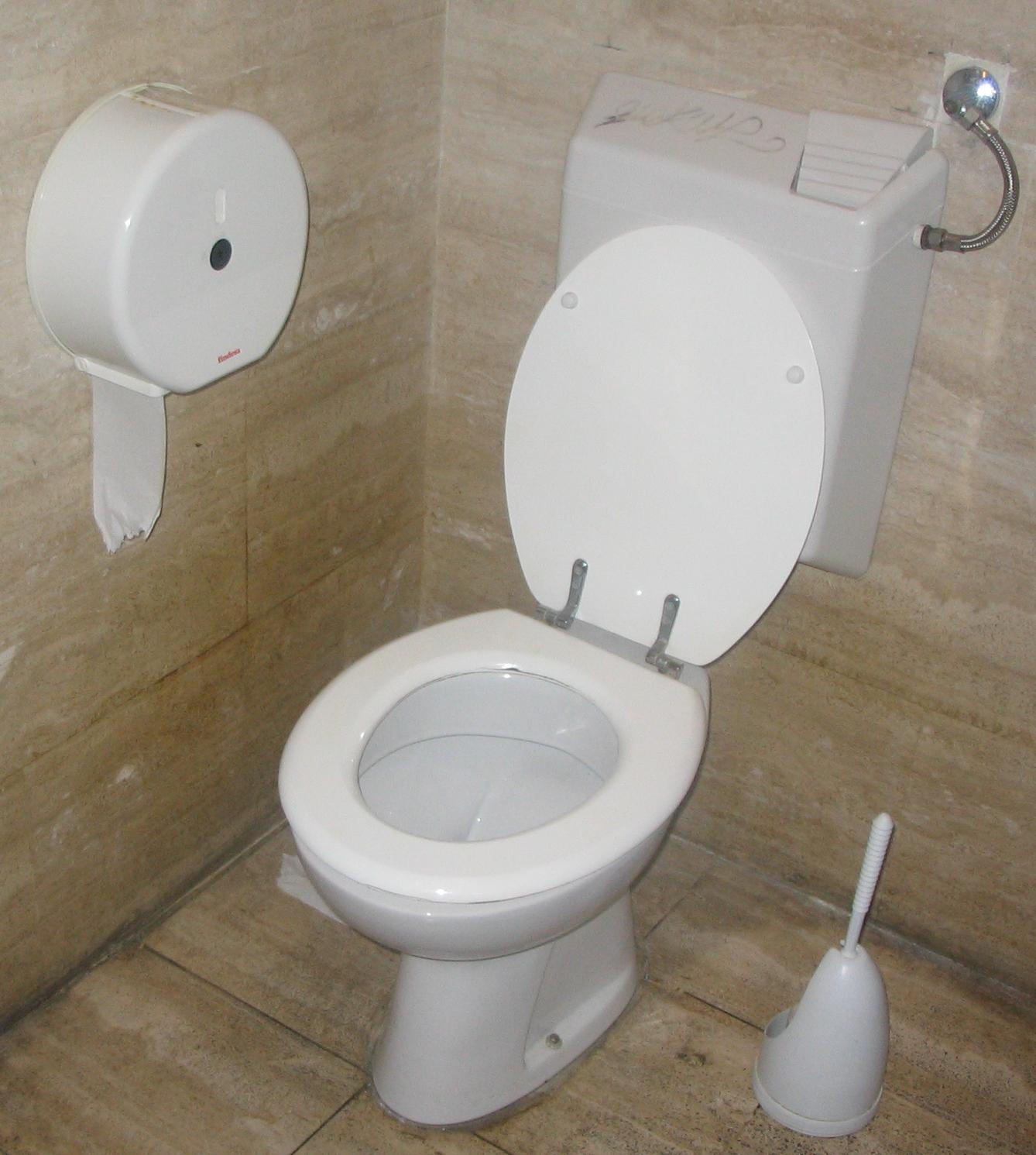
Inodoro clásico de asiento con la cisterna en la espalda

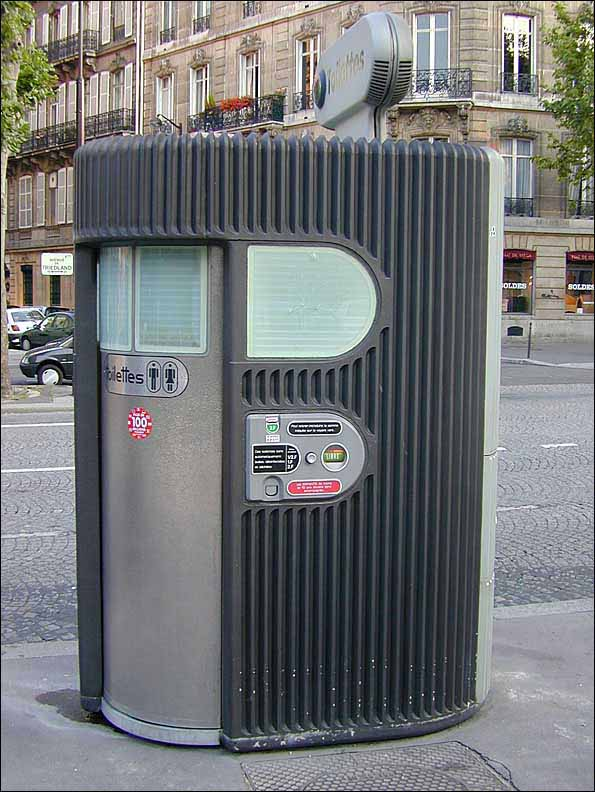
Un sanitario exterior Sanisette automatizado

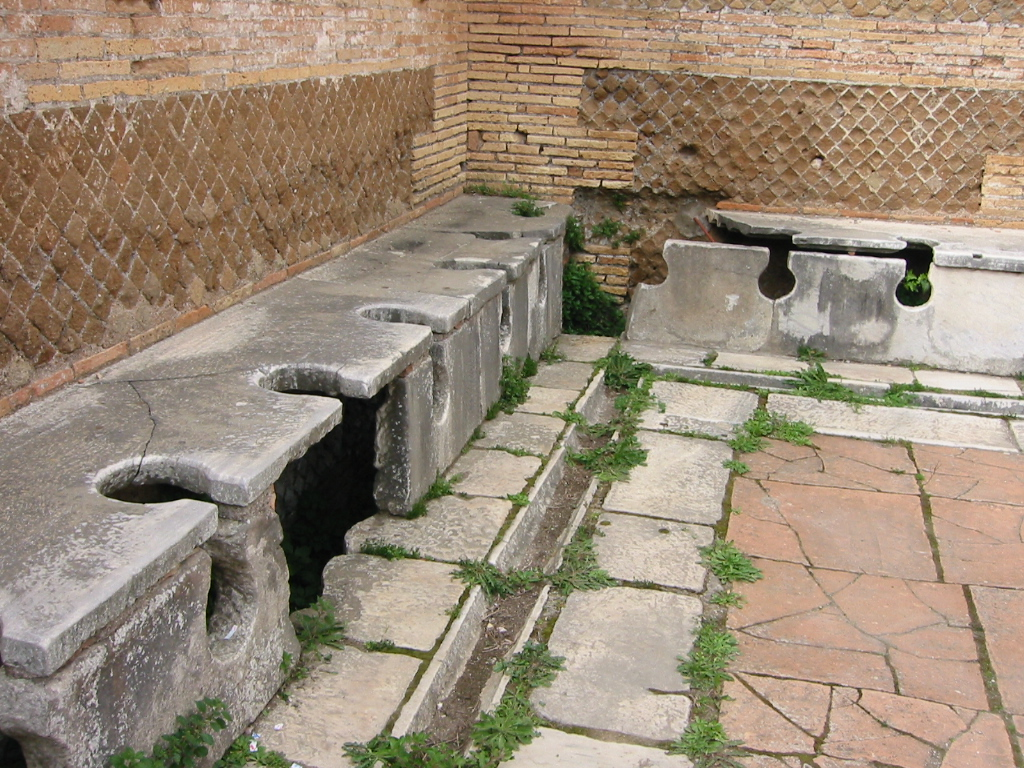
Letrinas públicas romanas, Ostia Antica.

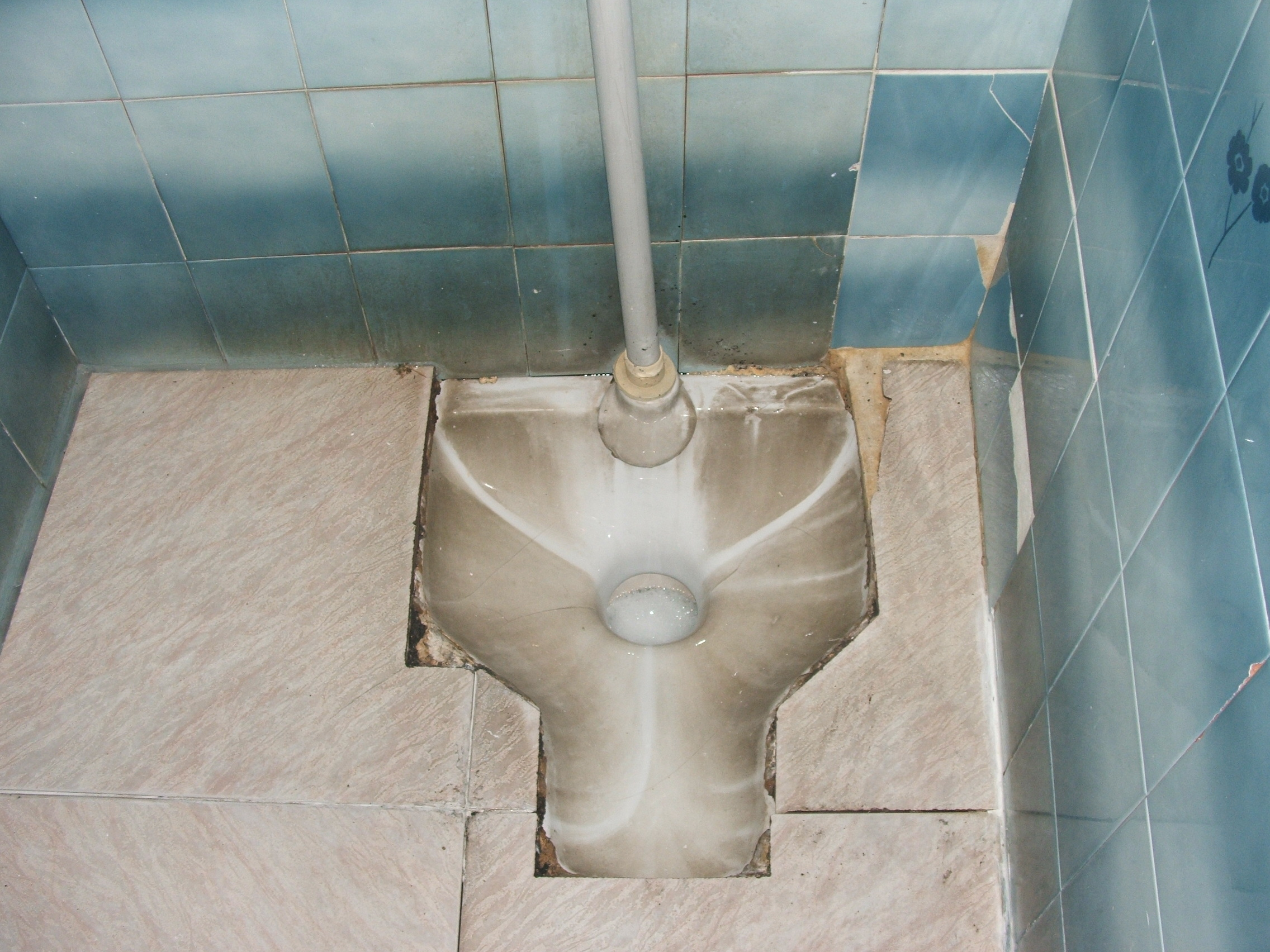
Inodoro a la turca

Se denomina inodoro, retrete, escusado, váter, sanitario, bacinete, bacín, poceta, o wáter, al aparato sanitario utilizado para recoger y evacuar los excrementos sólidos y líquidos de los humanos hacia una instalación de saneamiento y que impide, mediante un sistema de sifón de agua limpia, la salida de los olores desagradables de la cloaca o alcantarillado hacia los espacios habitados. Inodoro quiere decir que no huele.
Generalmente, las tazas de baño se fabrican de porcelana, pero también de acero inoxidable y cualquier otro material impermeable y liso. La tecnología utilizada para los escusados modernos varía; suelen estar hechos de cerámica (porcelana), hormigón, plástico o madera. Las tecnologías de inodoros más nuevas incluyen descarga doble, descarga baja, asiento de inodoro calefactable, autolimpieza, urinarios y urinarios sin agua. Japón es conocido por su tecnología de inodoros. Los inodoros de avión están especialmente diseñados para funcionar en el aire. La necesidad de mantener la higiene anal después de la defecación es universalmente reconocida y el papel higiénico (a menudo sostenido por un portarrollos de papel higiénico), que también puede usarse para limpiar la vulva después de orinar, es ampliamente utilizado (así como el bidé).
En las casas particulares, dependiendo de la región y el estilo, el escusado puede existir en el mismo baño que el lavabo, bañera y ducha. Otra opción es tener una habitación para el lavado del cuerpo (también llamado «baño») y otra separada para el inodoro y el lavado de manos (cuarto de baño). Los baños públicos consisten en uno o más baños (y comúnmente urinarios individuales o urinarios de canal) que están disponibles para el uso del público en general. Los productos como bloques para urinarios y bloques para inodoros ayudan a mantener el olor y la limpieza de los escusados. Las cubiertas de asiento de inodoro a veces se utilizan. Se pueden instalar baños portátiles (con frecuencia «baño portátil» químico) para reuniones grandes y temporales.
Históricamente, el saneamiento ha sido una preocupación desde las primeras etapas de los asentamientos humanos. Sin embargo, muchos hogares pobres en países en desarrollo utilizan retretes muy básicos y, a menudo, antihigiénicos, y casi mil millones de personas no tienen acceso a ningún retrete; deben defecar abiertamente y orinar. O bien deben recurrir a un «baño volador»: una bolsa de plástico. Estos problemas pueden conducir a la propagación de enfermedades transmitidas a través de la ruta fecal oral, o la transmisión de enfermedades transmitidas por el agua como el cólera y diarrea. Por lo tanto, el Objetivo de Desarrollo Sostenible 6 de las Naciones Unidas quiere «lograr el acceso a saneamiento e higiene adecuados y equitativos para todos y acabar con la defecación al aire libre».

## Historia

### Edad Antigua
Los antecedentes más antiguos se encuentran en Mesopotamia y datan del cuarto milenio a. C. cuando se inventaron las tuberías de arcilla, las alcantarillas y los retretes. En la ciudad de Uruk se encontró el primer retrete de fosa interna datado en 3.200 a. C.
En el poblado neolítico de Skara Brae, en Escocia, se encontraron pequeños habitáculos internos con un desagüe común hacia el 3.000 a. C.
Fue la civilización del valle del Indo, en el noroeste de la India y Pakistán la que albergó los primeros sistemas de saneamiento urbano conocidos en el mundo. En Mohenjo-Daro (2800 a. C.), se construyeron retretes en los muros exteriores de las casas, que tenían conductos verticales por los que se evacuaban los residuos a pozos negros o alcantarillas.En la ciudad india  de Lothal (2350 a. C.), las casas de la clase alta disponían de retretes privados conectados a una red de alcantarillado cubierta construida con ladrillos unidos con un mortero a base de yeso, que se vertía a las masas de agua próximas o en pozos negros, que se vaciaban y limpiaban periódicamente.
En el Sudeste Asiático se encontró la letrina más antigua de la región. En el yacimiento arqueológico de Rạch Núi, al sur de Vietnam, durante la excavación de un poblado neolítico se encontró un retrete datado en el año 1500 a. C. La excavación también aportó importantes pistas sobre la sociedad primitiva del Sudeste Asiático, pues se hallaron más de 30 coprolitos, que contenían pescado y huesos de animales destrozados, proporcionando información sobre la dieta de humanos y perros, y sobre los tipos de parásitos que portaban.
La ciudad de Roma llegó a contar con más de un millón de habitantes. Roma disponía de un extenso sistema de drenaje subterráneo. En el centro de Roma había 144 letrinas públicas, aunque no se conoce el número de asientos de cada una de ellas. Los romanos distinguían entre los «vateres» individuales (latrinae) y los colectivos (foricae). La acción de defecar no suponía un acto íntimo, sino algo que se realizaba en público, compartiendo charla y chanzas, y hasta un palo terminado en una esponja que usaban para limpiarse. En la civilización romana, las letrinas de agua corriente formaban a veces parte de los baños públicos. Los retretes romanos estaban situados por encima de las alcantarillas abiertas que se «enjuagaban» periódicamente con agua corriente. Los romanos y los griegos también utilizaban orinales, que llevaban a las comidas y a las sesiones de beber.
En Pompeya las letrinas públicas y privadas desaguaban en pozos negros que estaban situados bajo las aceras. Aunque había muchas letrinas públicas, también se empezó a trasladar los aseos a los pisos superiores de las insulae en una tendencia al aislamiento de la letrina dentro del edificio, haciéndola, cada vez más, de una sola plaza. A lo largo del tiempo, también se pasó de los asientos en madera a otros de piedra.  Los romanos conocían ciertos repelentes, como la mezcla de cilantro y aceite de oliva, o a veces hacían que un esclavo abanicara las moscas.Un equipo de antropólogos británicos investigó cientos de sacos con excrementos humanos procedentes de Herculano y hallados en un túnel de 86 m de longitud. Los 774 sacos brindaron mucha información sobre la dieta de los romanos, que comían gran cantidad de vegetales y una gran diversidad de alimentos: desde erizos de mar y lirones hasta pescado, higos, olivas y huevos.

### Edad Media
En Sri Lanka, las técnicas de construcción de retretes y lavabos se desarrollaron a lo largo de varias etapas. En  el complejo de Abhayagiri, en Anuradhapura, se conocen retretes y baños que datan de los siglos II a. C. al III d. C. En Polonnaruwa y Anuradhapura, los retretes del siglo V d. C. al X tenían elaborados motivos decorativos tallados alrededor. Se desarrollaron varios tipos de retretes; entre ellos, lavabos con pozos anulares, tuberías subterráneas de terracota que conducían a fosas sépticas, fosas urinarias con grandes vasijas de barro sin fondo de tamaño decreciente colocadas una encima de otra. Estas vasijas bajo los urinarios contenían «arena, cal y carbón» a través de los cuales la orina se filtraba hasta la tierra en un proceso de depuración.
Quevedo, en una escena del Buscón llamado Don Pablos, indica el uso del «servicio» para evacuar. Este consistía en una suerte de bacinilla que recogía los excrementos u orines y que se vaciaba directamente en la vía pública con el previo aviso: «¡Agua va!». También se denominaba «servicio» al habitáculo o cuarto donde se guardaban las bacinillas, lo que posteriormente se denominaría «retrete».
John Harington describió en 1596 un predecesor del inodoro que se vaciaba mediante una válvula.
El sistema de cierre hidráulico con sifón, o tubo en forma de S, fue patentado por Alexander Cumming en 1775.

## Denominaciones
El nombre de «inodoro» viene de que es el primer aparato sanitario que tuvo un sifón para evitar la salida de olores, lo que fue mucho más necesario que en los aparatos anteriores, por lo que ya se conectó al alcantarillado. Antes de la aparición de este sistema, evidentemente era maloliente, y se encerraba en un local pequeño, exclusivo para ese uso, que tenía el nombre de retrete (que viene de retirete, ‘retiro pequeño’). Como de todos modos, tras su uso, quedan olores en el local, en los países fríos se conservó esa separación en un local específico, que podía ser ventilado sin necesidad de enfriar el aire del cuarto de aseo o baño, en el que es habitual desnudarse. El resto de los aparatos adoptó también el cierre hidráulico, luego, teóricamente, también podrían llamarse inodoros.

### Otras denominaciones
- Bacín, en Yucatán.[cita requerida]
- Baza, en Cantabria.[19]
- Escusado o su variante escrita con «x», excusado.[20]
- Poceta, en Venezuela, refiriéndose al método antiguo de eliminación de excrementos: en un pozo.
- Retrete, palabra que significa ‘retiro pequeño’ (retrete) y por tanto se tendría que referir más bien al local reducido donde se pone el inodoro.
- Sanitario.
- Servicio.
- Taza o taza de baño.
- Váter o wáter (pronunciando el inglés water, a veces, como «váter»).[21]
- Wáter, en Perú.[3]
- Wáter clóset o WC, que proviene del término inglés water closet (‘armario o gabinete del agua’), en referencia a la pequeña habitación y al artefacto contenido en ella donde se depositaban los desechos humanos, que corresponde más o menos con el término castellano retrete.

## Funcionamiento

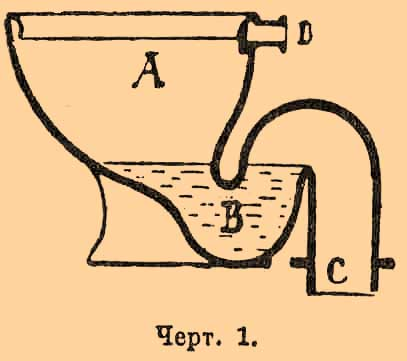
Sección longitudinal de un inodoro

Esquema de funcionamiento del llenado de la cisterna

La particularidad del inodoro de agua consiste en que tiene un desagüe acodado, de modo que queda retenida agua en él, formando un cierre hidráulico o sifón, que impide el paso de olores desagradables. El arrastre de la materia orgánica al saneamiento requiere un dispositivo que produce una descarga de gran caudal de agua en tiempo muy corto, dejando nada más que agua limpia en el codo del cierre hidráulico. Este dispositivo puede ser una cisterna o una válvula especial llamada fluxómetro.
Las cisternas, que pueden ser altas (fijas a la pared a una altura de casi dos metros) o bajas, disponen de un mecanismo de llenado, con una válvula de nivel, que corta la entrada de agua cuando llega a un nivel determinado, y de otro de descarga, accionado por el usuario. Por su posición, la cisterna alta requiere menos cantidad de agua para funcionar.
En algunos aseos públicos y hoteles, para evitar el vandalismo, se emplean cisternas empotradas tras el paramento que sostiene el inodoro, situadas a mayor altura que la cisterna baja y menor que la alta, de modo que de la cisterna solamente se ve el pulsador de accionamiento, siendo lo suficientemente grande como para servir de registro de la cisterna para reparaciones.
En aseos colectivos, en que la frecuencia de uso pueda ser grande, se emplean los fluxómetros, que evitan tener que esperar el tiempo necesario para el llenado de la cisterna entre un uso y el siguiente. Sin embargo, debe limitarse el uso de este dispositivo, porque exige tuberías de mayor diámetro y, si la instalación tiene muchos aparatos de este tipo conectados, puede exigir una instalación propia, distinta de la normal. Por el contrario, tiene la ventaja, en aseos públicos colectivos, de que es más difícil estropearlo por vandalismo.

## Tipos de inodoros
Las diferentes categorías de excusados incluyen:
- Inodoro pedestal: la mayoría de los inodoros son de este tipo. Consta de un asiento fijado al suelo mediante bulones u otra pieza removible.
- Inodoro suspendido: la taza está fija a la pared mediante una armadura angular metálica empotrada en la pared y el suelo. Tiene la gran ventaja de dejar el suelo completamente libre, lo que facilita la limpieza.
- Inodoro a la turca, inodoro turco o placa turca: se trata de un inodoro sin taza: un agujero en el piso, con dos sitios adyacentes para apoyar los pies.  Igual puede contar con un cierre hidráulico.

## Modo de uso
El inodoro de pedestal está diseñado para que la persona que lo usa lo haga en posición sentada tanto para defecar como para miccionar. Por ello, tiene una altura de alrededor de 40 cm (centímetros) y una placa especial para apoyar los muslos con comodidad.

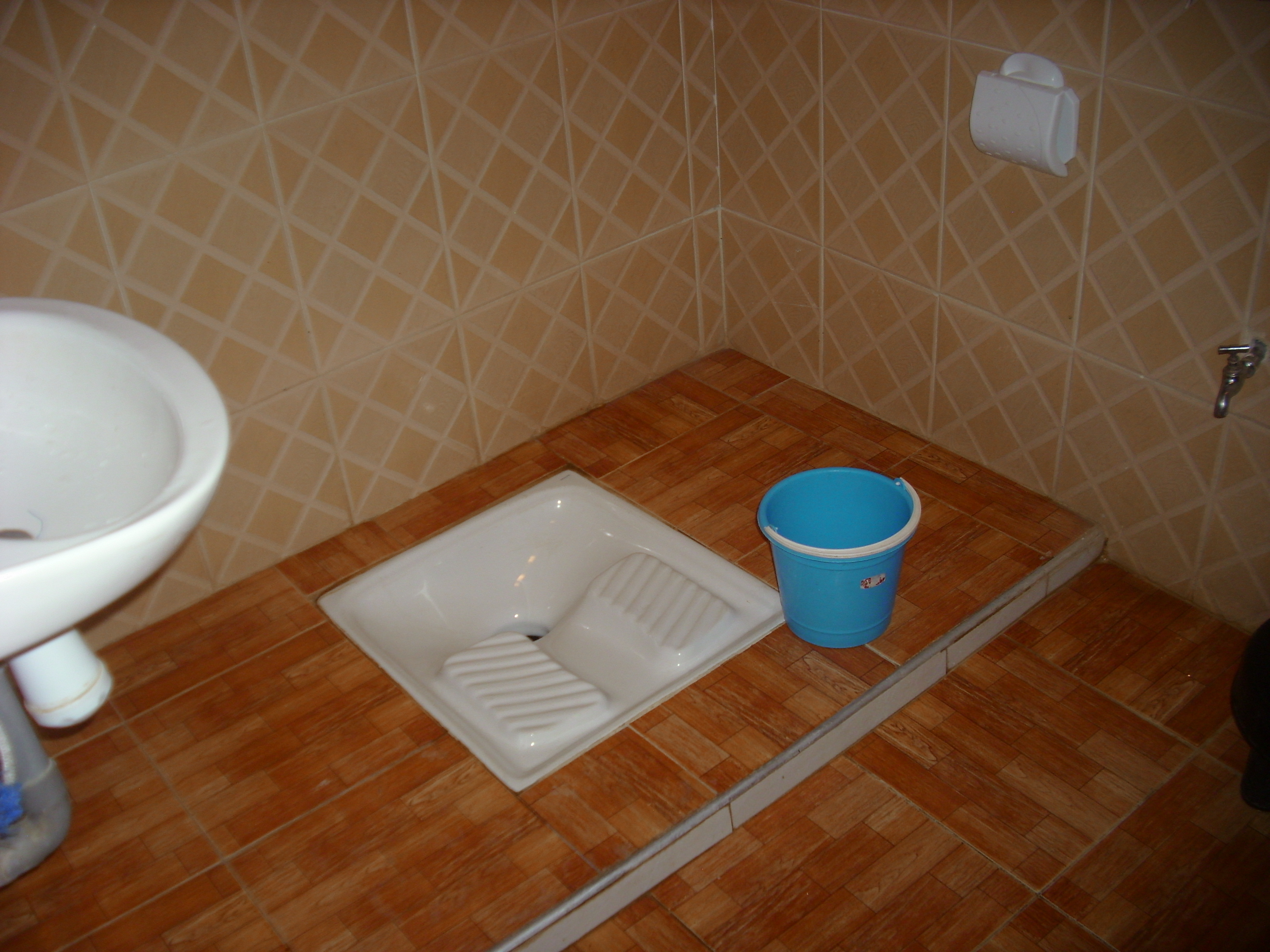
Un inodoro para echar agua manualmente

Sin embargo, es tradicional que los varones lo utilicen en posición de pie para orinar usando el pene para orientar la orina hacia el interior del artefacto. Existen opiniones que cuestionan este uso por parte de los varones: la mayoría de los consejos para enseñar a los niños a usar el artefacto y las propuestas de algunos políticos. Según estas propuestas, los motivos para alentar el uso del inodoro en posición sentada en los varones son tener cuartos de «baños limpios de charcos y salpicaduras» y el hecho de que en esta posición se evacúa la vejiga con mayor eficacia y reduce el riesgo de problemas de próstata. Han realizado propuestas de este tipo Viggo Hansen del Partido de Izquierda de Suecia y el ministro taiwanés Stephen Shen. El artefacto diseñado para miccionar en posición de pie es el urinario.

## Impacto ambiental
Cuando alguien decide hacer uso del inodoro, está inevitablemente contaminando el agua. Se estima que una familia de cinco personas que lo usa, contamina más de 150 000 L (litros) de agua al transportar unos 250 kg (kilogramos) de heces y 2500 L de orina en un año.[cita requerida]

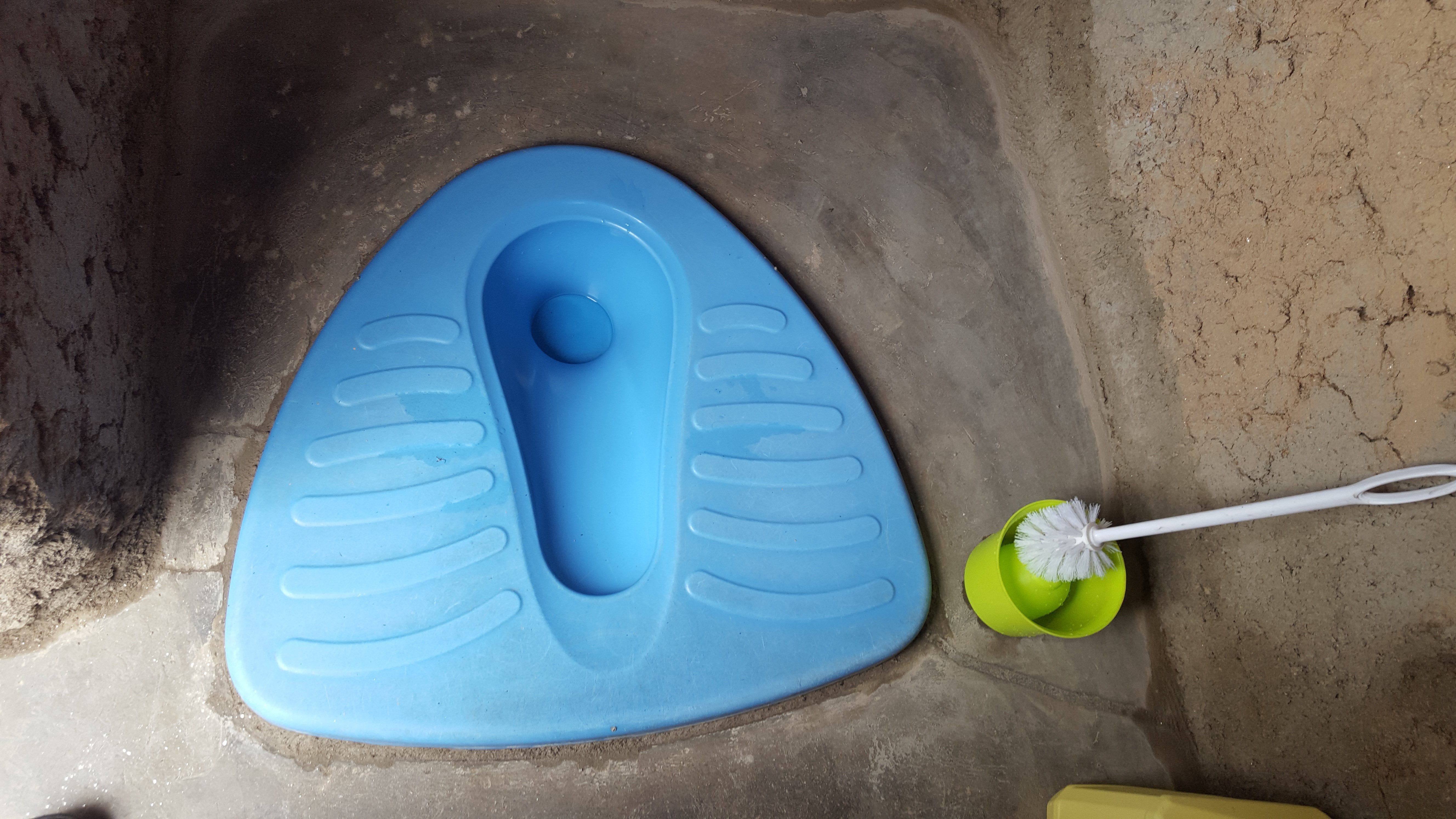
El inodoro SaTo también está diseñado para echar agua manualmente, pero no tiene cierre hidráulico sino una trampilla que se abre con el peso del excremento y el agua y luego se cierra con su propio peso.

Las estaciones depuradoras de aguas residuales (EDAR) pueden ayudar a minimizar el impacto ambiental negativo que esto puede acarrear, reduciendo la propagación de enfermedades infecciosas, (como la gastroenteritis y el cólera, entre otras), pero, en el 90 % de los casos en el mundo, las aguas residuales no reciben tratamiento y van directamente al ambiente. Además, existen muchos tipos de fármacos y otros químicos que no pueden ser eliminados confiablemente en los EDAR.
La disposición de inodoros como parte de las intervenciones de saneamiento contribuyen a mejorar los resultados en la salud y desarrollo social. Una revisión de diversos estudios realizados en África, Asia y Latinoamérica concluyó que las intervenciones de saneamiento e higiene reducen el riesgo de diarrea, lo que conduce a una disminución en la morbilidad de 37 % en promedio.

## Críticas al diseño para evacuar sentado

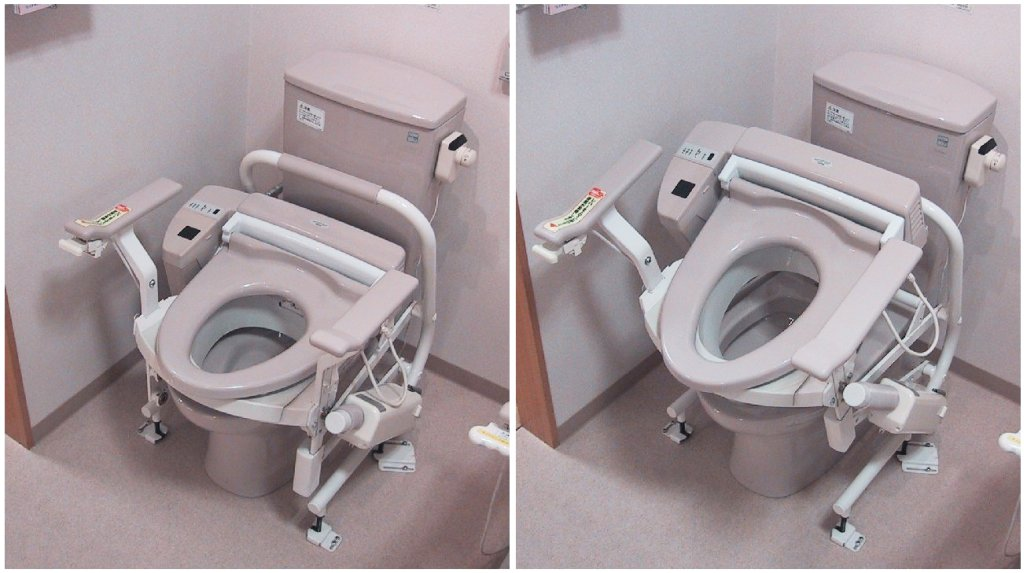
Asiento de inodoro elevado eléctricamente para ancianos

Algunos expertos sugieren que el inodoro occidental, que es el más extendido actualmente, está mal diseñado, puesto que obliga al usuario a sentarse para defecar. Al parecer, esta posición no es la más eficiente ni la más higiénica para realizar esta necesidad fisiológica, dado que el organismo humano no ha evolucionado para defecar en la posición de sentado, sino en cuclillas, al igual que los otros primates. Defecar sentado conlleva un mayor gasto de oxígeno corporal, en especial en asmáticos o ancianos con enfermedades respiratorias y pueden quedarse faltos de oxígeno al tener que soportar su propio peso, la solución es defecar en cuclillas pero que al cuerpo lo soporte un asiento ergonómico.

## Alternativas
El campo del saneamiento ecológico ofrece otras maneras de tratar las excretas, sin contaminar el medio ambiente y aprovechando el material como un recurso valioso. Existen inodoros ecológicos secos con separación de la orina y retretes secos que usan material absorbente en vez de agua. Los ArborLoo son muy económicos y permiten fertilizar la tierra donde se van a sembrar árboles, en lugar de generar aguas negras que contaminan los ríos y mares.

## Nota
1. ↑  Escusado es la grafía etimológica; sin embargo, se ha hecho frecuente la grafía excusado por cruce con el verbo «excusar».[2]